# Günter Domschke

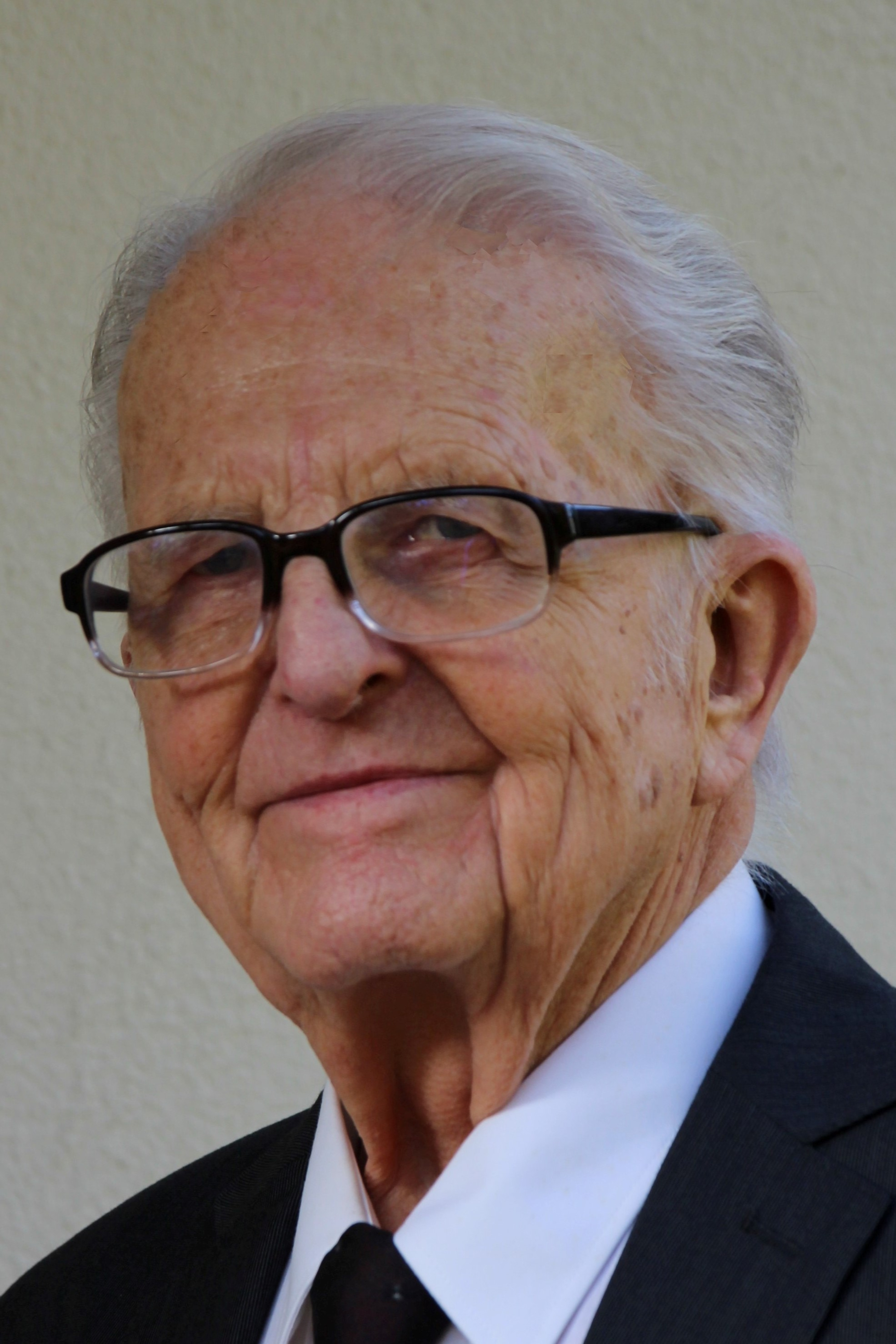
Günter Domschke (2018)

Günter Domschke (* 28. November 1930 in Bautzen; † 11. Juni 2022) war ein deutscher Chemiker (Organische Chemie).

## Leben
Domschke studierte Chemie an der TU Dresden. Während der experimentellen Durchführung seiner Diplomarbeit über Streptopolymethinfarbstoffe bei Walter König (1954) explodierte eine Flasche mit etwa 100 ml Acetylnitrat, wodurch er beide Hände verlor. Trotzdem war er bis zu seinem Ruhestand weiterhin erfolgreich experimentell tätig. Er war ab 1956 Forschungsassistent und wurde 1960 mit einer Arbeit „Über 1-Benzyl-2-methyl-5-methoxy-indolderivate als mögliche Antagonisten des Serotonins“ promoviert. Er habilitierte sich 1965 an der TU Dresden mit einer Habilitationsschrift über „Die Einwirkung von Enaminen auf p-Benzochinon (Ein Beitrag zur Nenitzescu-Reaktion)“. Aus politischen Gründen wurde er erst 1984 außerordentlicher Dozent. 1990 wurde er außerordentlicher Professor und 1992 Professor für Organische Chemie an der TU Dresden. Nach der Wende war er als Prodekan für Chemie und Lebensmittelchemie (1991 bis 1994) mitverantwortlich für die Umstrukturierung des Fachbereichs Chemie an der TU Dresden. Von 1992 bis 1996 war er Vertrauensdozent der Studienstiftung des Deutschen Volkes (ab 1994 leitender Vertrauensdozent für die TU Dresden).

## Werke
Domschke war einer der Autoren des Standardwerks Organikum (Mitarbeiter bis zur 21. Auflage) und Autor des organisch-chemischen Teils im Lehrbuch 7 des komplexen Lehrwerks Chemie (4 Auflagen).
Domschke befasste sich vor allem mit Stickstoff- und Schwefel-Stickstoff-Heterocyclen. Bei Untersuchungen zu Thionitrosoverbindungen entdeckte er gemeinsam mit R. Mayer, S. Bleisch, A. Bartl und A. Staško eine neue Klasse persistenter Schwefel-Stickstoff-Radikale, die 1,2,3-Dithiazolyle. Ein weiteres Arbeitsgebiet waren polykondensierte Aromaten, die sich u. a. als organische Speichermedien für Lithiumzellen eignen. Er war Erfinder und Miterfinder mehrerer Patente z. B. über Perylen-Pigmente. Wissenschaftlich arbeitete er eng zusammen mit dem Institut für Chemische Physik der slowakischen Technischen Hochschule Bratislava und dem Dresdener Zentralinstitut für Werkstofforschung der ehemaligen Akademie der Wissenschaften der DDR (später: Institut für Festkörperforschung, IFW Dresden).

### Veröffentlichungen (Auswahl)
- Die 5-Hydroxy-indolsynthese nach C. D. Nenitzescu, Z. Chem. 6 (1966) 41. -  G. Domschke, Sinteza 5-Hidroxi-indolilor dupã C. D. Neniţescu, St. cerc. chim. Tom. 14, (1966) 673–700.
- Darstellung von substituierten 5-Hydroxy-benzofuranen, J. prakt. Chem. 4. Reihe, 32, (1966) 144.
- N-substituierte 5-Hydroxy-2,3-dimethoxycarbonyl-indole und Folgeprodukte, 311, (1969) 807.
- mit R. Beckert, R. Mayer: Isocyanide aus N-Sulfinylaminen. Eine neue, leistungsfähige Synthese, Synthesis 1977, 275.
- mit R. Mayer, S. Bleisch: Versuche zur Synthese von Thionitrosoverbindungen und Suche nach neuartigen farbigen Systemen mit Schwefel-Stickstoff-Mehrfachbindungen, Z. Chem. 18, (1978) 323.
- mit R. Mayer, S. Bleisch, J. Fabian, A. Bartl, A. Staško: 1,2,3-Dithiazolyle, eine neue Klasse persistenter Radikale, Collect. Czech. Chem. Commun. 48, (1984) 684.
- mit R. Mayer, S. Bleisch, A. Bartl, A. Staško: ESR-Study of the Reaction of Trithiazyltrichloride with Primary Aromatic Amines, Magn. Reson. Chem. 28, (1990) 797.
- mit A. Bartl, J. Fröhner, T. Knieß, R. Mayer, S. Roth: New Charge-Transfer Complexes with Polyconjugated Sulfur Compounds, Synthetic Metals 51, (1992) 115.
- mit F. Stuhlmann, A. Bartl, L. Omelka: Electrochemical and Electron Spin Resonance Investigations of some 1,2,3-Oxa- and -Thiazoles, Magn. Reson. Chem. 36, (1998) 8.